# クウェート石油会社
クウェート石油会社（クウェートせきゆがいしゃ、Kuwait Oil Company (KOC)）は、クウェートのアハマディに本社を置く石油会社。クウェート政府国有の持株会社であるクウェート石油公社の子会社である。2013年当時、クウェートは、世界第10位の石油類の産出国であり、原油類の量において世界第5位の輸出国であった。

## 歴史
クウェート石油会社は、1934年にアングロ＝ペルシアン石油会社とガルフ石油によって、対等な合弁事業として設立された。同社には、1934年12月23日に採掘権が与えられ、1936年から試掘が始まった。最初に石油が発見されたのは、1938年のブルガン油田で、次いで1951年にマグワ (Magwa)、1952年にアハマディ、1955年にラウダタイン、1957年にサブリヤ (Sabriya)、1959年にミナギシュ (Minagish) で石油が発見された。
この石油開発事業の当初の展開は、インドにおけるイギリス領インド帝国の終焉と時期が重なり、イギリス人やインド人の職員や技術者たちの多くがクウェートへと移管された。アハマディにおける石油採掘都市の建設は、こうした労働者たちを収容するために始まり、人種ごとに区画が決められた。このような隔離策は、会社の従業員に提供される福利や娯楽施設などにも適用された。従業員の地位や、会社の中における雇用条件は、人種によって大きく左右されていた。
20世紀前半を通して、イギリス海軍は軍用艦の燃料を石炭から石油に切り替えていったため、イギリス政府は中東産石油の供給の保全に、いよいよ依存するようになっていった。クウェート人の間で40年間生活したデイム・ヴァイオレット・ディクソンのような人々が、クウェート人との良好な関係を結ぶ上で影響力をもった。
クウェート石油会社は、クウェート統合デジタル・フィールド・プロジェクト (the Kuwait Integrated Digital Field project (KwIDF)) を用いてデジタルによる油田の稼働をおこなっている。
KwIDF は、クウェートにおける石油やガスの生産を支えるためにクウェート石油会社が参加している最も戦略的なプトジェクトのひとつである。
BPとガルフ石油は、クウェート産の石油をヨーロッパやその周辺地域の末端ネットワークを通じて販売するに当たって非常に有利な条件で入手することができた。その当時、ガルフ石油はクウェートと「特別な関係」にあるとよく述べていた。しかしながら、このような状況はKOCが1975年に国有化されたことで終わりを迎えた。その親会社にあたるクウェート石油公社は、1980年にクウェート政府によって設立された。